# Городское поселение посёлок Серебряный Бор
Городско́е поселе́ние посёлок Серебряный Бор — муниципальное образование в Нерюнгринском районе Якутии Российской Федерации.
Административный центр — пгт Серебряный Бор.

## История
Статус и границы городского поселения установлены Законом Республики Саха (Якутия) от 30 ноября 2004 года N 173-З N 353-III «Об установлении границ и о наделении статусом городского и сельского поселений муниципальных образований Республики Саха (Якутия)».

## Население
| 2009  | 2011  | 2012  | 2013  | 2014  | 2015  | 2016  |
| ----- | ----- | ----- | ----- | ----- | ----- | ----- |
| 4915  | ↘4178 | ↗4211 | ↘4207 | ↘4082 | ↘4004 | ↘3709 |
| 2017  | 2018  | 2019  | 2020  | 2021  | 2023  |       |
| ↘3568 | ↘3188 | ↘3059 | ↘2755 | ↘2042 | ↘1949 |       |

## Состав городского поселения
| № | Населённый пункт | Тип населённого пункта      | Население |
| - | ---------------- | --------------------------- | --------- |
| 1 | Серебряный Бор   | пгт, административный центр | ↘1949     |